# Device-to-device
Device-to-device — Связь между устройствами (D2D) в сотовых сетях определяется как прямая связь между двумя мобильными пользователями минуя базовую станцию (BS) или базовую сеть. D2D-связь обычно непрозрачна для сотовой сети и может происходить на частотах сотовой связи или на другом диапазоне частот.

## Применение D2D
1. Локальные сервисы: в локальных случае пользовательские данные передаются и принимаются напрямую между терминалами, не затрагивая сетевую сторону, например, приложения социальных сетей, основанные на сервисе близости.
2. Экстренная связь: в случае стихийных бедствий, таких как ураганы, землетрясения и т. д., Традиционная сеть связи может не работать из-за причиненного ущерба. В этом случае экстренная связь может быть установлена через D2D.
3. Совместно с интернетом вещей: объединяя D2D с Интернетом вещей (IoT), создается действительно взаимосвязанная беспроводная сеть. Например, расширения IoT на основе D2D позволяет обмениваться данными между транспортными средствами (V2V) в Интернете транспортных средств (IoV). На высоких скоростях транспортное средство может оперативно взаимодействовать с соседними транспортными средствами в режиме D2D, прежде чем оно изменит полосу движения или замедлится.[2]